# Reaction Engines A2
A Reaction Engines Limited A2 (vagy röviden A2) egy tervezés alatt álló hiperszonikus utasszállító repülőgép. Az utasszállító célja, hogy környezetbarát, nagy hatótávolságú és nagy kapacitású szállítást végezzen. A terv a Európai Uniós LAPCAT program része, a Brit Reaction Engines Limited cég szerint ha lesz rá piaci kereslet, akkor valószínűleg 25 éven belül kidolgoznak egy működű repülőgépet.

## Fejlesztés
A repülőgép hatótávolsága mintegy 20.000 kilométer (12.430 mérföld) lenne, jó aerodinamikával és üzemanyag-hatékonysággal rendelkezne, így elkerülve az olyan problémákat mint amilyenekkel a korábbi szuperszonikus repülőgépekben voltak. A végsebessége az előrejelzések szerint Mach 5 felett lenne, kerozin helyett üzemanyagként folyékony hidrogént használnának fel.
A fejlesztők azt mondják, hogy képes lesz a Brüsszel-Sydney távolságot körülbelül 4.6 óra alatt megtenni, míg egy normál repülőgép ugyan ezt a távolságot egy teljes napos utazással tenné meg. Egy jegy ára körülbelül a business class szinten lenne.

## Tervezés

### Képességek
Alan Bond elmondása szerint az A2-es a brüsszeli nemzetközi repülőtérről szállna fel, és amikor elérné az Észak-atlanti óceánt, onnantól repülne Mach 5-tel, majd átrepülné az Északi-sarkot, a Csendes-óceánt, és végül elérné Ausztráliát.
A főkör útvonalát ebben a példában nem használnák, mert a repülőút leginkább a szárazföld felett haladna, mivel a szuperszonikus sebességgel repülő gép által generált hangrobbanások nagy kényelmetlenséget okoznának a földön lévő embereknek, ezért a Concorde-nak is tilos volt szárazföld felett szuperszonikus sebességgel repülnie.
A tervezés másik előnye, hogy a 143 méter hosszú A2 sokkal hosszabb, mint a hagyományos repülőgépek, ennek ellenére a súlya körülbelül akkora lenne, mint egy Boeing 747-esé.
Az A2-ben nincsenek ablakok, mert azok a keletkező hőt nem bírnák ki. Az egyik megoldás a Reaction Engines cég terve szerint a lapos kijelzők alkalmazása, amelyeket beépítenének a gép belsejébe és bemutatnák, hogy mit is látnának kint az utasok.

## Műszaki adatok

### Általános jellemzők
- Kapacitás: 300 utas
- Hossz: 143 m
- Fesztáv: 41 m
- Szárnyfelület: 900 m2
- Legnagyobb felszálló tömeg: 400 000 kg
- Üzemanyag kapacitás: 198 tonna folyékony hidrogén

### Teljesítmény
- Utazó sebesség: Mach 5.2 (6400 km/h)
- Hatótávolság: 20 000 km (12 430 mérföld)
- Fajlagos üzemanyag-fogyasztás : 0,86 láb-font[3]
- Zaj: 101 dB

## Lásd még
Hasonló repülőgépek
- Concorde
- Tupoljev Tu-144